# Haematopota masseyi
Haematopota masseyi är en tvåvingeart som beskrevs av Austen 1908. Haematopota masseyi ingår i släktet Haematopota och familjen bromsar. Inga underarter finns listade i Catalogue of Life.